# Geographical Names Board of Canada
Geographical Names Board of Canada – kanadyjska agenda rządowa działająca przy Canadian Government Department of Natural Resources. Jego członkowie decydują o oficjalnych nazwach geograficznych używanych w Kanadzie. GNBC liczy 27 członków, z których każdy reprezentuje daną prowincję lub terytorium. GNBC uczestniczy także w nadawaniu nazw na terenie Antarktydy zgodnie z postanowieniami Traktatu Antarktycznego.

## Historia
Geographic Board of Canada powstało w 1897. W 1948 roku zostało zastąpione przez Canadian Board on Geographic Names, które w 1961 po reorganizacji nazwano Canadian Permanent Committee on Geographical Names (CPCGN). W marcu 2000 stało się Geographical Names Board of Canada.